# Odpínač
Odpínač je elektrický přístroj (druh spínače), který slouží k viditelnému rozpojení elektrického obvodu nebo viditelnému odpojení elektrického zařízení od elektrického napětí. 
Jde o bezpečnostní funkci. Ve vypnuté poloze splňuje izolační požadavky na odpojovací vzdálenosti stanovené pro odpojovač. Na rozdíl od odpojovače může vypínat a zapínat jmenovitý proud, ale nemůže vypínat zkratový proud, ačkoli po určitou dobu jej může přenášet. Pokud má tedy předřazenou pojistku, odpínač vypíná jmenovité proudy a pojistka zkratové proudy.
ČSN EN 60947-3 určuje tři základní druhy spínacích přístrojů podle funkce:
- Odpínač – zapínání a vypínání při zatížení, bezpečné odpojení
- Spínač – zapínání a vypínání proudu
- Odpojovač – bezpečné odpojení (zapínání a vypínání bez zatížení – kategorie užití DC-20)